# Захибе
Захибе (пол. Zachybie) — село в Польщі, у гміні Мнюв Келецького повіту Свентокшиського воєводства.
У 1975-1998 роках село належало до Келецького воєводства.